# المعهد الأمريكي للملاحة الجوية والفضائية

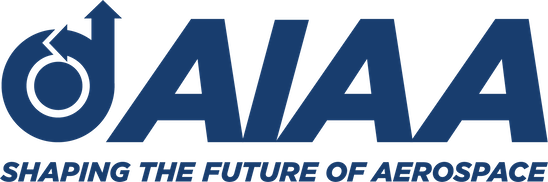
شعار المعهد الأمريكي للملاحة الجوية والفضائية

المعهد الأمريكي للملاحة الجوية والفضائية (بالإنجليزية:American Institute of Aeronautics and Astronautics) هو جمعية مهنية تتبع مجال هندسة الطيران تأسس المعهد في عام 1963 من اندماج جمعيتين سابقتين هما: جمعية الصواريخ الأمريكية (بالإنجليزية:American Rocket Society )، التي تأسست في عام 1930 باسم جمعية الكواكب الأمريكية (بالإنجليزية:American Interplanetary Society)، ومعهد علوم الفضاء (بالإنجليزية:Institute of the Aerospace Sciences)، الذي تأسس في عام 1932 باسم معهد علوم الطيران.

## روابط خارجية
- الموقع الرسمي للمعهد الأمريكي للملاحة الجوية والفضائية